# Ectopioglossa sublaevis
Ectopioglossa sublaevis är en stekelart som beskrevs av Vecht 1963. Ectopioglossa sublaevis ingår i släktet Ectopioglossa och familjen Eumenidae. Inga underarter finns listade i Catalogue of Life.